# ブラッド・ピット
ブラッド・ピット（Brad Pitt, 1963年12月18日 - ）は、アメリカ合衆国オクラホマ州出身の俳優、映画プロデューサー。日本での愛称はブラピ。2019年公開の『ワンス・アポン・ア・タイム・イン・ハリウッド』でアカデミー助演男優賞を受賞、プロデューサーとしても2013年公開の『それでも夜は明ける』でアカデミー作品賞を受賞している。

## 生い立ち
トラック会社の経営者である父と高等学校のカウンセラーであった母との間に生まれた。生後まもなくミズーリ州スプリングフィールドへ転居し、保守的な家庭で南部バプテストとして育てられた。弟と妹がいる。イングランド、スコットランド、ウェールズ、アイルランド、北アイルランド、ドイツの血を引く。
幼少時には日本の怪獣映画『フランケンシュタインの怪獣 サンダ対ガイラ』を見て感動し、後年の2012年に開催された第84回アカデミー賞の授賞式でそれを語っている。
キカプー高等学校在学時はレスリング、水泳、バスケットボール、ゴルフ、テニスのチームのメンバーだった他、ディベート、校内自治、演劇活動に勤しんだ。高校卒業後はミズーリ大学コロンビア校に入学し、広告を中心としたジャーナリズムを専攻した。友愛会シグマ・カイに参加し、いくつかの友愛ショーに出席した。しかし、将来を見据えた際に物事が何も進展しないように感じ、自分が今までに映画を観て感じた情景や彷彿とするような気持ちを忘れられず、俳優になることを決意。学位を取得する2週間前に大学を中退し、手持ち金325ドル（約4万円）でロサンゼルスに向かった。
ロサンゼルスではロイ・ロンドンから演技レッスンを受ける傍ら、運転手やエル・ポヨ・ロコの店員など、様々な仕事をしていた。1986年にビバリーヒルズに移住している。

## キャリア

### 初期の活動
1987年に『追いつめられて』の端役で映画デビュー（クレジットなし）。1987年5月にはNBCのソープオペラ『Another World』に2話出演しテレビデビューした。同年11月ABCのシットコム『愉快なシーバー家』にゲスト出演した。1987年12月から1988年2月にはCBSの『ダラス』にチャーリー・ウェイドのボーイフレンドのランディ役で4話出演した。ピットはそのキャラクターを「干し草に引っかかる馬鹿なボーイフレンド」と自虐的に説明している。1988年にはフォックスのドラマ 『21ジャンプストリート』にゲスト出演した。
同年、『リック』で映画初主演。しかしこの作品はクロアチア紛争勃発のために一時お蔵入りとなり、1997年まで公開されなかった。1989年にはホラー映画『処刑教室-最終章-』で主演を務めた。テレビでは『Head of the Class』、『フレディの悪夢』、『ナイスサーティーズ』にゲスト出演したほか、『愉快なシーバー家』に再出演した。
1990年にはNBCのテレビ映画『トゥルー・ブルース』で主人公ビリーを演じ、ジュリエット・ルイスと共演した。また同年、フォックスの全6話の短期ドラマ『グローリー・デイズ』とHBOのテレビ映画『ザ・イメージ』に出演した。翌1991年の映画『傷だらけのランナー』ではリック・シュローダー演じる犯罪者の兄弟で、高校生ランナーのジョー・マロニーを演じた。
映画やテレビへのゲスト出演を繰り返した数年後、1991年のロードムービー『テルマ&ルイーズ』でテルマ（ジーナ・デイヴィス）のボーイフレンドのJ.D.を演じ、知名度を上げた。この作品でのデイヴィスとのラブシーンは、ピットをセックスシンボルにした出来事として挙げられている。『テルマ&ルイーズ』の後に出演した映画『ジョニー・スエード』（1991年）と『クールワールド』は、批評的にも興行的にも失敗した。
1992年、ロバート・レッドフォード監督による伝記映画『リバー・ランズ・スルー・イット』で主役の弟ポール・マクリーンを演じた。この作品でのピットの演技はキャリアを築き上げたと評価された。
1993年、ロードムービー『カリフォルニア』でジュリエット・ルイスと再共演。連続殺人鬼のアーリー・グレイスを演じた。また、犯罪映画『トゥルー・ロマンス』ではフロイドを演じた。その年彼はShoWest賞の明日の男性スター賞を受賞した。
1995年、ピープル誌が選ぶ「最もセクシーな男性」に選ばれる。

### 批評的成功

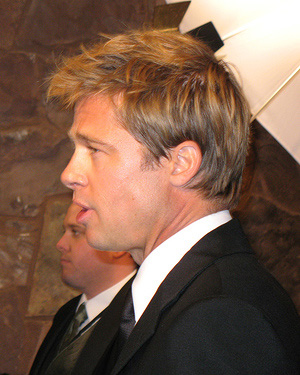
ピットは1995年と2000年に『ピープル』の「セクシーな男」に選ばれた。

1994年はピットのキャリアの大きなターニングポイントとなった。映画『インタビュー・ウィズ・ヴァンパイア』では吸血鬼のルイス・デ・ポアント・ドゥ・ラックを演じ、トム・クルーズ、キルスティン・ダンスト、クリスチャン・スレーター、アントニオ・バンデラスと共にアンサンブルキャストの一人を務めた。演技はあまり評価されなかったものの、同作によりMTVムービー・アワードで2部門を受賞した。
『インタビュー・ウィズ・ヴァンパイア』の後は『レジェンド・オブ・フォール/果てしなき想い』（1994年）に主演し、移民のウィリアム・ラドロー大佐（アンソニー・ホプキンス）の息子のトリスタン・ラドローを演じた。この作品により初めてゴールデングローブ賞主演男優賞候補に挙がった。映画自体のレビューは賛否あったものの、ピットの演技は好評を得た。
1995年、犯罪スリラー映画『セブン』で連続殺人鬼（ケヴィン・スペイシー）を追う刑事を演じ、モーガン・フリーマンやグウィネス・パルトローと共演した。ピットは同作をすばらしい映画と言い、自分の演技の幅が広がったと語った。この作品は批評家からも評価され、『バラエティ』は彼の演技をベストとし、ピットが「ねばり強く精力的な刑事」を体現したことを好評した。『セブン』は全世界で3億2700万ドルを売り上げた。
『セブン』の成功の後、テリー・ギリアムのSF映画『12モンキーズ』に出演。作品の評価とともにピットの演技も好評を得て、本作でゴールデングローブ賞助演男優賞を受賞、アカデミー賞助演男優賞にも初めてノミネートされた。
翌1996年、法廷ドラマ『スリーパーズ』に出演。映画は賛否両論であった。1997年の映画『デビル』ではハリソン・フォードと敵対するIRA暫定派テロリストのローリー・ディヴァニーを演じ、アイルランド訛りの英語を披露した。『デビル』は世界興行収入が1億4000万ドルに達したが、批評的には失敗した。その年末にはジャン＝ジャック・アノーの映画『セブン・イヤーズ・イン・チベット』に主演し、オーストリア人登山家のハインリヒ・ハラーを演じた。この作品では共演のデヴィッド・シューリスと一緒にカリフォルニアやヨーロッパのアルプス山脈でロック・クライミングの訓練をした。同作は批評家に酷評され、失敗作と言われた。
1998年の『ジョー・ブラックをよろしく』では、人間を研究するために青年の身体を借りているという設定の死神役を演じたが、『サンフランシスコ・クロニクル』のミック・ラサールは、「ピットは観客に彼が死と永遠の謎の全てを知っている設定だと納得させることはできなかった」と評し、映画評論家のロジャー・イーバートは「ピットは素晴らしい俳優だが、この演技は誤算だ」と評すなど、ピットの演技に対し否定的な意見が寄せられた。映画自体の評価も賛否両論であった。

### 1999年 - 2003年：スターに
1999年、デヴィッド・フィンチャー監督の映画『ファイト・クラブ』でカリスマ的人物であるタイラー・ダーデンを演じた。ピットはボクシング、テコンドー、グラップリングのレッスンを受けて撮影に臨んだ。ピットは役作りのために前歯を除去し、撮影後に元に戻した。同作は興行収入は予想を下回るものだったが、翌2000年にDVDが発売されて以降、カルト的な人気作品となった。

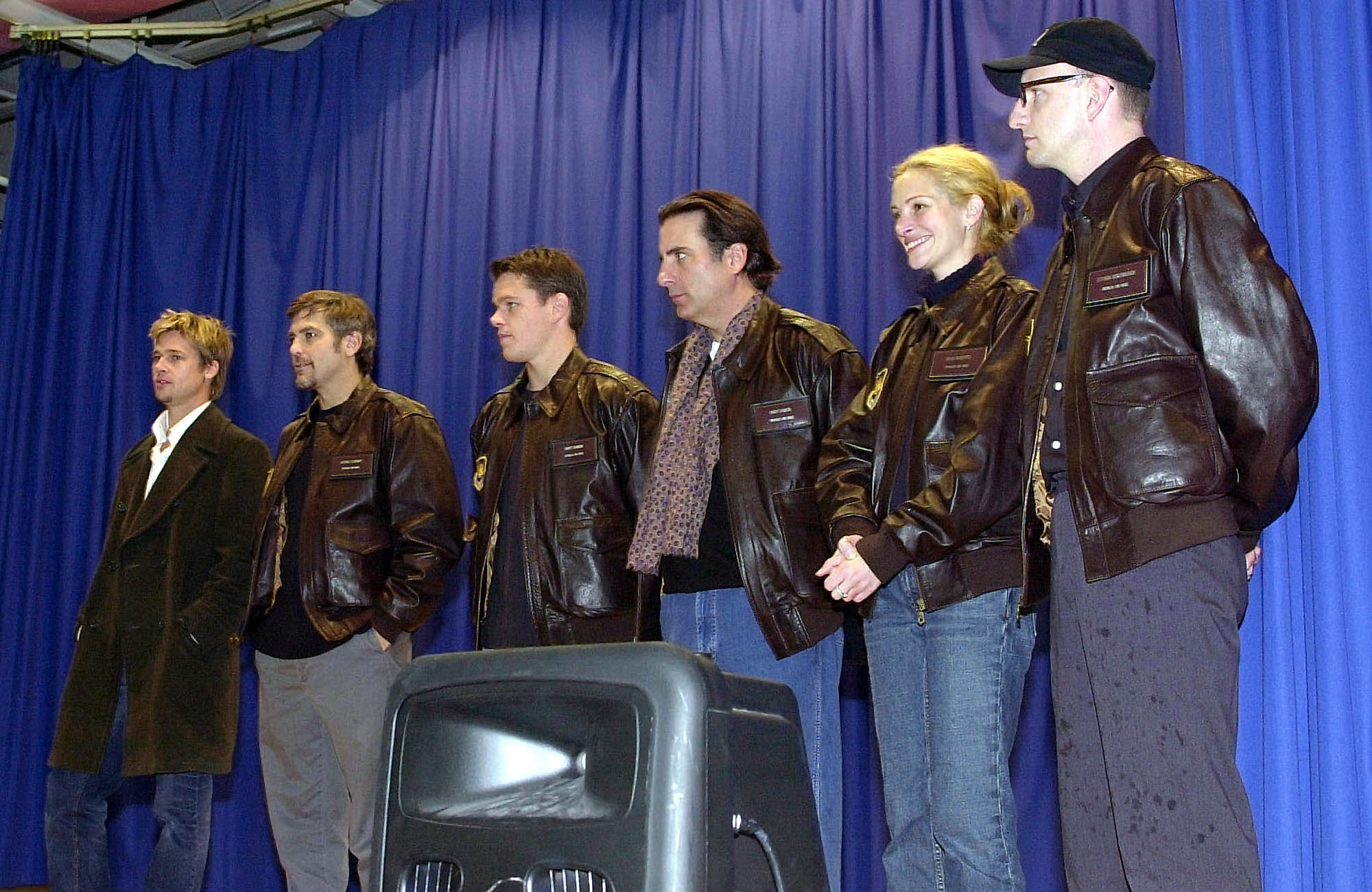
『オーシャンズ11』のキャストの ピット、ジョージ・クルーニー、マット・デイモン、アンディ・ガルシア、ジュリア・ロバーツと監督のスティーヴン・ソダーバーグ（2001年12月）

その後2000年のギャング映画『スナッチ』でアイリッシュ・ジプシーのボクサー役を演じた。作品そのものの評価はいくらかの批判があったものの、ピットの演技は概ね好評を得た。同年に、ピープル誌が選ぶ「最もセクシーな男性」を2度目の受賞。
翌2001年にはロマンティック・コメディ映画『ザ・メキシカン』でジュリア・ロバーツと共演。同作は批評的には今一つだったが、興行的には成功をおさめた。同年は1億4300万ドルの興行収入を上げた冷戦スリラー『スパイ・ゲーム』にも出演し、ロバート・レッドフォードと共演した。同年11月22日、テレビドラマ『フレンズ』の第8シーズン第9話「ブラピの「ヘイト・クラブ」」で、当時の妻ジェニファー・アニストン演じるレイチェル・グリーンの同窓生役でゲスト出演した。この演技によりエミー賞のコメディ・シリーズゲスト男優賞にノミネートされた。さらに12月、1960年の『オーシャンと十一人の仲間』をリメイクした強盗映画『オーシャンズ11』にラスティ・ライアン役で出演した。ジョージ・クルーニー、マット・デイモン、アンディ・ガルシア、ジュリア・ロバーツらのアンサンブル・キャストに加わった。『オーシャンズ11』は批評家から好評を得たほか、全世界で4億5000万ドルを売り上げ興行的にも成功した。
2002年2月、MTVのリアリティ番組『ジャッカス』の2つのエピソードに出演。1つではゴリラの着ぐるみに入ってロサンゼルスの通りで暴れ、もう1つのエピソードでは市民の前で突然拉致される役割である。同年、ジョージ・クルーニーの監督デビュー作『コンフェッション』にカメオ出演した。2003年にはドリームワークスのアニメ映画『シンドバッド 7つの海の伝説』のシンドバッド役とテレビアニメ『キング・オブ・ザ・ヒル』のゲスト出演で初めて声優を務めた。

### 2004年 - 2013年
2004年の映画『トロイ』ではアキレスを演じるにあたり、撮影の6カ月前から剣の訓練をした。撮影中にアキレス腱を怪我して製作が数週間遅れるなどしたが、同作は全世界で4億9700万ドルを売り上げ、当時の自身の出演作品の中で最も商業的に成功した作品となった。『ワシントン・タイムズ』のスティーヴン・ハンターは、「ピットはこういった過酷な役柄を演じさせると優れている」と評した。同年公開の『オーシャンズ12』は世界で3億6200万ドルを売り上げ、ピットとクルーニーのダイナミックさは「ポール・ニューマンとロバート・レッドフォード以来の相性」であるとCNNのポール・クリントンにより評された。
2005年、アクション・コメディ映画『Mr.&Mrs. スミス』に出演。作品自体は平凡な評価だったが、作中でのピットとアンジェリーナ・ジョリーのコンビネーションに関しては概ね好評を得て、興行的にも成功し2005年のヒット作のひとつとなった。

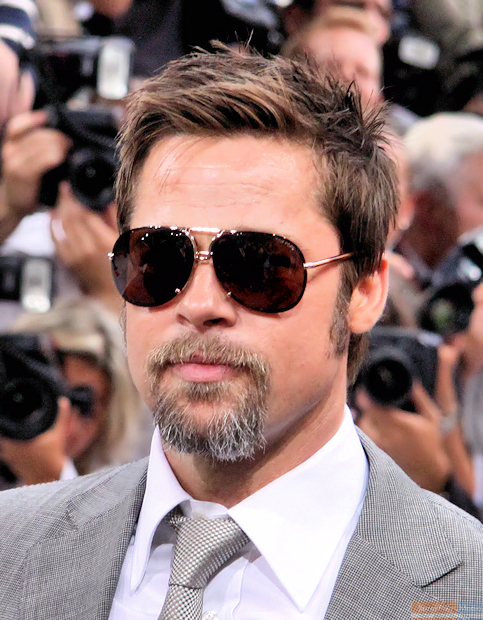
『イングロリアス・バスターズ』のドイツ・プレミアでのピット（2009年7月）

翌2006年、アレハンドロ・ゴンサレス・イニャリトゥ監督の『バベル』でケイト・ブランシェットと共演。この作品はゴールデングローブ賞 作品賞（ドラマ部門）を受賞し、またアカデミー作品賞にもノミネートされ、ピット自身もゴールデングローブ賞助演男優賞にノミネートされるなど好評を得た。ピットは後にこの映画への出演を自分のキャリアで最高の選択の1つだったと語っている。
2007年には西部劇ドラマ『ジェシー・ジェームズの暗殺』でアメリカのアウトローであるジェシー・ジェイムズを演じた。同作はピットが経営する会社プランBエンターテインメントで製作された。『フィルム・ジャーナリスト・インターナショナル』のルイス・ビールによるとピットは「恐ろしくカリスマ的」な役割を果たしているとされ、ヴェネツィア国際映画祭 男優賞が与えられた。また、ピットはプロモーションのために同映画祭に出席。途中、ボディガードを押しのけて現れたファンによって抱きつかれるというハプニングがあったが、無事に2008年の同映画祭会場で男優賞のトロフィーを手にした。
2008年、ブラック・コメディ映画『バーン・アフター・リーディング』に出演し、初めてコーエン兄弟とコラボレーションした。同作は批評家から肯定的な評価を受け、『ガーディアン』誌では「しっかりと巻かれた、巧みなスパイコメディのプロットで、ピットの演技が面白さの一つである」とした。同年、デヴィッド・フィンチャー監督の『ベンジャミン・バトン 数奇な人生』に主演。老人の姿で生まれた男が齢を取るごとに若返ってゆくという物語で、『ボルチモア・サン』のマイケル・スラゴウは「ピットの繊細な演技が『ベンジャミン・バトン』を不朽の名作に作り上げている」と高く評した。同作の演技により、初めて全米映画俳優組合賞にノミネートされ、さらに4度目となるゴールデングローブ賞、2度目となるアカデミー賞ノミネートも果たした。同作はアカデミー賞では合計13部門でノミネートされ、全世界での興行収入は3億2900万ドルに達した。
また、同年はクエンティン・タランティーノ監督の『イングロリアス・バスターズ』にも主演。ドイツ占領下のフランスでナチスと戦うアメリカ軍人のアルド・レイン中尉を演じた。この作品は興行的にも成功し、評論家にも高評価された。同作はアカデミー賞を含む多くの映画賞にノミネートされており、ピット自身もMTVムービー・アワード演技賞にノミネートされた。翌2010年にはアニメ映画『メガマインド』でスーパーヒーローのメトロ・マンの声を務めた。
2011年、パルム・ドールを受賞したテレンス・マリック監督の『ツリー・オブ・ライフ』でショーン・ペンと共演。また同年、実話を原作としたドラマ映画『マネーボール』でオークランド・アスレチックスのゼネラル・マネージャーのビリー・ビーンを演じ、批評家から強力な支持を集め、ピットは再びアカデミー賞主演男優賞にノミネートされた。
2012年10月15日、男性として初めてシャネルNo.5の広告に起用され「俳優に支払われた広告費最高額」のギネス世界記録を樹立。
2013年には主演のパニック超大作『ワールド・ウォー Z』が世界興行収入5億0260万ドルに達し、過去最高の興収記録を更新した。

### 2014年 - 現在
『フューリー』は主演を、『マネー・ショート 華麗なる大逆転』は主演ではなかったが大きな商業的成功を収めた。
2019年には、1969年の女優シャロン・テート殺人事件を背景に当時のハリウッドを描いたクエンティン・タランティーノ監督作品『ワンス・アポン・ア・タイム・イン・ハリウッド』で、レオナルド・ディカプリオが演じる落ち目のテレビ俳優の専属スタントマンを演じ、その演技が高く評価された。その評価は賞レースにも繋がり、ゴールデングローブ賞やBAFTA賞、映画俳優組合賞などで助演男優賞を勝ち取ると、ついに自身初のアカデミー賞助演男優賞を受賞した。

### プロデューサーとしての成功
2001年に「プランBエンターテインメント」が設立。ピットと当時の妻ジェニファー・アニストンが、映画プロデューサーのブラッド・グレイと組んで3人でスタートさせた。2006年からCEOに就任。
最初にクレジットされた作品はピットが2004年に主演した『トロイ』。続いて『チャーリーとチョコレート工場』（2006年）を経て、3本目の『ディパーテッド』（2006年）で早くもアカデミー作品賞を受賞。両作ともピットとジェニファーは出演しておらず、プランBが彼らの主演作の企画・製作を目的とする会社ではないことが明確にされた。
2012年に『ツリー・オブ・ライフ』と『マネー・ボール』がアカデミー賞作品賞にノミネートされ、14年には自身が製作筆頭になった『それでも夜は明ける』、2016年は製作総指揮を務めた『ムーンライト』が見事受賞している。15年の候補作『グローリー/明日への行進』は主題歌賞を、2016年の『マネー・ショート 華麗なる大逆転』は脚色賞を受賞した。

## その他の活動

### 映画とテレビ
2002年、ピットはジェニファー・アニストンとパラマウント映画のCEOのブラッド・グレイと共に映画製作会社のプランBエンターテインメントを設立した。2005年にアニストンとグレイは撤退し、ピット一人で所有している。同社ではジョニー・デップ主演の『チャーリーとチョコレート工場』（2005年）、ピット主演の『ジェシー・ジェームズの暗殺』（2007年）、アンジェリーナ・ジョリー主演の『マイティ・ハート/愛と絆』（2007年）など多くの映画が製作されている。またプランBは、2007年にアカデミー作品賞を受賞した『ディパーテッド』も製作している。同映画でピットはプロデューサーとしてクレジットされているものの、オスカー像授与の対象であったのはグレアム・キングのみであった。ピットは会社についてインタビューで論ずるのを嫌っている。
ピットは数多くのテレビコマーシャルに出演している。アメリカ合衆国市場では、第39回スーパーボウルで放送されたハイネケンのコマーシャルなどがある。同CMは『セブン』、『ファイト・クラブ』、『ベンジャミン・バトン 数奇な人生』のデヴィッド・フィンチャーが監督した。他には、ロシアのモデルのタチアナ・ソロッコと共演したホンダ・インテグラ、ソフトバンクやエドウインなどアジア向けに作られたテレビスポットがある。
数々の来日経験があり、日本語版の吹替声優を務めている堀内賢雄とは複数回の対面を果たしており、互いに「ブラッド」「ケンユウ」と呼び合う仲になっている（詳細は後述）。

### 慈善活動
2009年6月、『ピープル』誌によると、ブラッド・ピットとアンジェリーナ・ジョリーのチャリティ組織“ジョリー・ピット基金”がパキスタンの難民救済のため100万ドル（日本円で約9800万円）を国連難民機関に寄付した。アンジェリーナは過去に3回パキスタンを訪れており、住むところがなくなった人々を救うために使ってほしいと寄付をした。国連難民機関の代表であるアントニオ・グエテレスは援助に感謝している。
2009年10月、アメリカのチャリティー団体The Giving Back Fundが2008年の「寄付額が最も多い有名人」のランキングを発表し、アンジェリーナ・ジョリーとブラッド・ピットがハリケーン・カトリーナで壊滅的状況に陥ったニューオリンズの再建やエチオピアやイラクの子どもたちに総額で1,340万ドル（日本円で約12億円）を寄付して2位にランクインした。
2009年11月、『ハリウッド・リポーター』によると、ブラッド・ピットとアンジェリーナ・ジョリーの2008年の寄付金総額は680万ドル（日本円で約6億1200万円）だったという。2人が設立したジョリー・ピット基金の2008年度の納税通知書によると、同基金の収益は1300万ドル（日本円で約11億7000万円）でその半分以上をさまざまな団体に寄付したといい、世界中の病気を減らすことを目的としている団体The Global Health Councilは同基金から200万ドル（約1億8000万円）を受け取り、ピットが創設したチャリティー団体Make It Right FoundationとHuman Rights Watchもそれぞれ1万ドル（約9000万円）を受け取ったという。さらにThe Armed Services YMCA of the US Army、ピットの地元スプリングフィールドの学校、息子マドックスの母国カンボジアの団体などもジョリー・ピット基金から寄付を受け取っているという。
2009年12月、『ピープル』誌によると、アンジェリーナ・ジョリーとブラッド・ピットがアメリカの養護施設団体“アメリカン・SOS・チルドレンズ・ビレッジ”に10万ドル（日本円で約900万円）を寄付した。この団体はイリノイ州とフロリダ州にある養護施設で現在は300人ほどの子どもたちが暮らしている。アンジェリーナは「孤児や捨て子を育て、家族をバラバラにしないSOSのすばらしい活動をわたしたちはこの目で見ました。SOSビレッジでは一定の年齢になったからといって子どもが放り出されることはありません。職業訓練、高等教育、生活の手助けなど、すべての援助を永遠に与え続けてくれる場所です」とコメントしている。SOS・チルドレンズ・ビレッジ・USAの会長は二人が同団体に寛大な手を差し伸べてくれたことに感謝し、今後も子どもたちをより良い方法で支えていきたいとコメントしている。SOS・チルドレンズ・ビレッジは孤児や捨て子を支援する世界最大のNPOで132か国で500のビレッジが存在する。
2010年11月、ブラッド・ピットとアンジェリーナ・ジョリーは児童養護団体SOS・チルドレンズ・ビレッジにジョリー・ピット財団を通じて15万ドル（日本円で約1275万円）を寄付した。ピットとジョリーは2009年にもこの団体に10万ドル（日本円で約850万円）を寄付しており、2009年の1.5倍の額を寄付したことになる。SOS・チルドレンズ・ビレッジの会長ヒース・ポール博士はこの寄付に感謝を述べ「ブラッドとアンジーは子どもにとっての家族の大切さをとてもよく理解しています。彼らは、実際に難民キャンプなどでわれわれの活動を目の当たりにして、寄付を申し出てくださいました」と2人の寄付が単にお金だけが動くだけの寄付ではなく、心のこもった重みのあるものだと述べた。
2011年1月、『ハリウッド・リポーター』によると、実子シャイロが生まれた国ナミビアにある野生動物保護区にシャイロの名の下にパートナーのアンジェリーナ・ジョリーと共に設立したジョリー・ピット財団から200万ドル（日本円で1億6400万円）を寄付していたことが明らかになった。
2011年6月、BANG Media Internationalによると、竜巻の被害にあったミズーリ州南西部の町、ジョプリンに50万ドル（日本円で約4000万円）の寄付したという。この寄付金はパートナーのアンジェリーナ・ジョリーと共に設立した「ジョリー・ピット基金」による寄付金で壊滅的な被害を受けて中長期的な支援を必要とする町の再建に充てられるという。ピットは「街の30パーセントが壊滅的な被害に遭い、ジョプリンの街には難題が待ち受けています。僕はこの街の近くで育っているため、住民は仕事熱心で、謙虚、立ち直る力も強いことを知っています」と語り、街の再建の手助けになりたいと言っているという。
2011年8月、BANG Media Internationalによると、ブラッド・ピットとアンジェリーナ・ジョリーが設立した財団法人の納税記録が公開され、2人が2009年だけで総額490万ドル（日本円で約3億9200万円）を慈善団体に寄付していたことがわかった。その寄付先は195万ドル（日本円で約1億5600万円）が両親の働いている家庭の支援団体に、100万ドル（日本円で約8000万円）は国連関連の慈善団体に、70万ドル（日本円で約5600万円）は子どものがん基金に、また48万ドル（約3840万円）は自然災害に遭った街の復興期金などに使われている。2人の友人は「セレブたちの多くはブラピやアンジーから学ぶことが一つや二つあるはずよ」とその金額の大きさがうがかえるコメントをしている。
2015年7月、「生涯にわたって採卵鶏をケージに詰め込むことは動物への残虐行為を構成する」として、バタリーケージ飼育由来の卵の販売を廃止するよう、コストコの最高経営責任者Craig Jelinekへ手紙を書いた。

## 私生活

### 交際・結婚歴
1980年代後半から1990年代前半にかけてのピットは自身の出演作で共演したロビン・ギヴンズ（『Head of the Class』）、（ジル・シュエレン『処刑教室-最終章-』）、ジュリエット・ルイス（『トゥルー・ブルース』と『カリフォルニア』）らと交際していた。さらに1994年から1997年まで交際していたグウィネス・パルトロー（『セブン』で共演）とは大きく報じられ、一時期は婚約まで結んでいた。
1998年にピットは『フレンズ』の女優ジェニファー・アニストンと出会い、2000年7月29日にカリフォルニア州マリブでプライベートな結婚式を挙げた。何年もの間、彼らは珍しいハリウッド結婚の成功例と考えられていたが、2005年1月7日に離婚を発表した。2ヶ月後、アニストンは和解し難い不和を理由に離婚を申請し、10月2日にロサンゼルス上級裁判所により離婚が成立した。ピットとアニストンは辛辣な関係であると報じられているが、2009年2月、ピットはインタビューで自分たちは「お互いチェックイン」し、両者の生活の大きな一部であると語った。

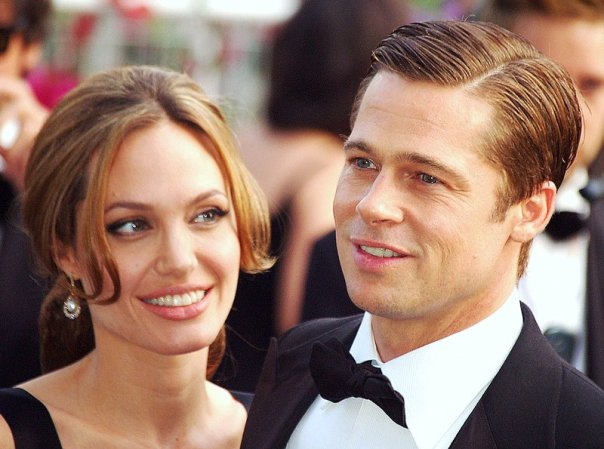
第60回カンヌ国際映画祭でのアンジェリーナ・ジョリーとピット（2007年5月）

アニストンとの離婚危機の間、『Mr.&Mrs. スミス』の共演であるアンジェリーナ・ジョリーとの接近がメディアで注目を集めた。ピットは、不貞の噂を否定しつつ、セットでジョリーと「恋に落ちた」ことを認めた。アニストンが離婚を申請してから1か月後の2005年4月、パパラッチによりケニアのビーチでピットとジョリーと彼女の息子のマドックスらしき姿が写され、両者の関係の証拠であるとマスコミに解釈された。夏になると2人で居る姿は頻繁に目撃され、芸能メディアではこのカップルは「ブランジェリーナ」と呼ばれた。2006年1月11日、『ピープル』誌にてジョリーは初めて自らの関係を公に認め、ピットの子供を妊娠していることを明かした。
2006年10月、『エスクァイア』誌のインタビューにて「この国で結婚したいと思った誰もがきちんと結婚できるようになったらアンジーと僕は結婚を考える」と、アメリカの全ての州で同性婚ができるようになるまで結婚はしないことを述べた。彼は2009年8月と2011年7月に繰り返しこの姿勢を明かしている。2010年2月、ピットとジョリーは両者の破局を伝えたイギリスの『ニュース・オブ・ザ・ワールド』紙を名誉棄損で提訴した。
2012年4月13日、アンジェリーナ・ジョリーと交際7年目にして正式に婚約したと彼の代理人が明らかにした。結婚式の日程などは決めず約2年の婚約期間を経て、2014年8月23日に南仏プロヴァンスに二人が所有するシャトー・ミラヴァルの教会で挙式し正式に夫婦となった。2016年離婚を申請し、8年経った2024年に調停が合意され成立した。

### 子供
2006年5月にナミビアでアンジェリーナ・ジョリーとの間の実娘、シャイロ・ヌーベルが誕生した。2008年7月12日にはフランス南部のニースで男児（ノックス・レオン）と女児（ヴィヴィアン・マーシェリン）の双子が誕生した。

### 交友関係
ジョージ・クルーニー、マット・デイモンとは『オーシャンズ11』での共演で友人となり、またダーモット・マローニーは下積み時代からの親友である。また、ロバート・レッドフォードを尊敬しており再共演した『スパイ・ゲーム』のインタビューにて「師匠であり、もう一人の父親のような存在」と語っている。バラク・オバマとは遠い親戚である。これについてオバマは「美男の遺伝子がすべて彼のほうに行ってしまった」と話した。またジョニー・デップとも『21ジャンプストリート』にゲスト出演して以来、連絡を取り合う仲である。

### 趣味・嗜好
先述の通り、映画に対する思い入れは強くシネ・フィルとして有名。ジェニファー・アニストンとの2人きりの旅行でも映画のDVDを持ち歩いたほどの映画好き。また、好きな映画作家や俳優の話題になると饒舌になるためインタビュアーは予め話題づくりのためにピットの好きな映画作家や俳優を下調べしておく手法を用いる。『セブン・イヤーズ・イン・チベット』『ファイト・クラブ』の他にも『トゥルー・ロマンス』『マルコヴィッチの穴』のカメオ出演が気に入っている。
大学時代は建築を専攻するなど、インテリアのデザインを趣味としており建築ジャンキーとして知られ、フランク・ゲーリーを尊敬している。特技はライフル銃。本人曰くオクラホマ州出身の男性は子供の頃から護身術の一環として撃ち方を習得するらしい。鮫と蜘蛛が苦手。また、バイクが趣味で何台かのハーレーを所有している。
エドウインやロレックス、タグ・ホイヤー、ソフトバンクモバイルのCMのイメージにより秀でたファッションセンスの持ち主とされている一方で本人のファッションに対する拘りはあまりない。髪型は役柄に合わせて変えていたが最近は坊主頭や短髪が多い。衣服は交際相手により変化する傾向があるが『テルマ&ルイーズ』『ザ・メキシカン』で披露したようなカジュアルなものが多い。それでも映画の劇中や公式の場におけるファッションは高く評価されておりアメリカの著名な雑誌で「最もセクシーな男」に2度選出されている。
錦鯉が好きで、来日した際には「日本の養殖場を見学したい」「鯉の話なら1時間はできる」などと語っている。
人気ロックバンドU2の大ファンであり、2019年12月4日（水）にさいたまスーパーアリーナで行われたU2の来日公演にブラットはお忍びで来日し、ライブを観戦していた事が元NBA選手のトニー・パーカーのインスタグラムで明らかになった。

### 虐待の疑惑
2016年9月、FBIとロサンゼルス郡児童家庭局は、ピットが飛行機内で子供の1人に対して「言葉による虐待」と「身体的虐待」をしたという匿名の人物からの告発を受け、児童虐待の疑いでピットを調査した。ロサンゼルス郡児童家庭局やFBIは、この事件に関してピットを刑事告発しなかった。
2022年、ジョリーは以前共同所有していたワイナリーをめぐる法的争いの中で、ピットに反訴を提起した。ジョリーの弁護士は、交渉の際、ピットがジョリーに「裁判所の外でジョリーと子供たちへの虐待について話すことを禁じる守秘義務契約」への署名を求めていたと述べた。ジョリーの告訴状には、飛行機の中でピットがジョリーをつかんで揺さぶり、子供の1人を絞め、もう1人を顔面殴打したなどの疑惑が記載されていた。

### アルコール依存症
2016年9月、ピットは断酒し、アルコホーリクス・アノニマス（AA）のミーティングに参加し始めた。2019年12月、ピットは「Interview」誌に寄稿し、「レジェンド・オブ・フォール」と「ジョー・ブラックをよろしく」で共演し、同じくアルコール依存症から回復した俳優のアンソニー・ホプキンスと、依存症と回復の経験について語り合った。ピットは禁酒の過程で俳優のブラッドリー・クーパーから支援を受けたことを明かしている。

### 大麻の使用
ピットは1990年代後半、高まる人気に対処する手段として大麻を使用していたことを認めている。ピットによると、「有名人であることから逃れるために隠れていた。大麻を吸いすぎていた。ソファーに座りながら、ただドーナツになろうとしていた」という。その後、モロッコへの旅行で極度の貧困と苦しみを目の当たりにしたことをきっかけに、大麻の使用を減らし、仕事に集中するようになった。

### 相貌失認
2013年、相貌失認かもしれないと告白した。

### その他
日刊イトイ新聞のアンケートで福山雅治、木村拓哉、オダギリジョーに続いて「なりたい男の顔」ランキングで5位にランクインした。

## フィルモグラフィ
※役名の太字表記は主演。

### 出演
| 年          | 題名                                                                                  | 役名                                                                      | 備考 | 吹替 |
| ----------- | ------------------------------------------------------------------------------------- | ------------------------------------------------------------------------- | --- | --- |
| 1987        | 追いつめられて No Way Out                                                             | パーティーの役員                                                          | クレジットなし | |
| 1987        | ノーマンズ・ランド No Man's Land                                                      | ウェイター                                                                | クレジットなし | |
| 1987        | レス・ザン・ゼロ Less Than Zero                                                       | パーティーの招待客                                                        | クレジットなし | |
| 1988        | リック The Dark Side of the Sun                                                       | リック                                                                    | | 宮本充                                                                                                  |
| 1988        | 21ジャンプストリート 21 Jump Street                                                   | スカンク                                                                  | シーズン2 20話「自殺」 | TBA（VHS版）                                                                                            |
| 1989        | ハッピー・トゥギャザー Happy Together                                                 | ブライアン                                                                | | |
| 1989        | 処刑教室-最終章- Cutting Class                                                        | ドワイト・インガルズ                                                      | 日本劇場未公開 | |
| 1990        | The Image                                                                             | カメラマン                                                                | テレビ映画 | N/A |
| 1990        | トゥルー・ブルース Too Young to Die?                                                  | ビリー・キャントン                                                        | テレビ映画、日本劇場未公開 | |
| 1991        | 傷だらけのランナー Across the Tracks                                                  | ジョー・マロニー                                                          | 日本劇場未公開 | |
| 1991        | テルマ&ルイーズ Thelma & Louise                                                       | J.D.                                                                      | | 川島得愛                                                                                                |
| 1991        | ジョニー・スエード Johnny Suede                                                       | ジョニー・スェード                                                        | | |
| 1991 - 1992 | 愉快なシーバー家 Growing Pains                                                        | ジェフ（第52話） ジョナサン（第83話）                                     | 海外ドラマ、別役で2回ゲスト出演 | 神奈延年（第52話） 三木眞一郎（第83話）                                                                 |
| 1992        | クールワールド Cool World                                                             | フランク・ハリス刑事                                                      | 日本劇場未公開 | |
| 1992        | ザ・コンタクト Contact                                                                | コックス                                                                  | テレビ映画 | |
| 1992        | リバー・ランズ・スルー・イット A River Runs Through It                                | ポール・マクレーン                                                        | | 松本保典                                                                                                |
| 1993        | カリフォルニア Kalifornia                                                             | アーリー・グレイス                                                        | 山寺宏一 | |
| 1993        | トゥルー・ロマンス True Romance                                                       | フロイド                                                                  | 磯部弘（ソフト版） 小野健一（日本テレビ版） 高木渉（テレビ東京版） | |
| 1994        | ブラッド・ピットのヒミツのお願い The Favor                                            | エリオット・ファウラー                                                    | 日本劇場未公開 | 森川智之（テレビ東京版）                                                                                |
| 1994        | インタビュー・ウィズ・ヴァンパイア Interview With The Vampire :The Vampire Cronicles  | ルイス・デ・ポアント・ドゥ・ラック                                        | | 平田広明（ソフト版） 宮本充（フジテレビ版） 堀内賢雄（テレビ東京版） 入野自由（BS10スターチャンネル版） |
| 1994        | レジェンド・オブ・フォール/果てしなき想い Legends of the Fall                         | トリスタン・ラドロー                                                      | ゴールデングローブ賞 主演男優賞（ドラマ部門）ノミネート | 宮本充（旧ソフト版） 東地宏樹（新ソフト版）                                                             |
| 1995        | セブン Seven                                                                          | デイヴィッド・ミルズ                                                      | | 松本保典（ソフト版） 真地勇志（フジテレビ版） 堀内賢雄（テレビ東京版） 森川智之（テレビ朝日版）         |
| 1995        | 12モンキーズ Twelve Monkeys                                                           | ジェフリー・ゴインズ                                                      | ゴールデングローブ賞 助演男優賞受賞 アカデミー助演男優賞ノミネート | 宮本充（ソフト版） 堀内賢雄（フジテレビ版）                                                             |
| 1996        | スリーパーズ Sleepers                                                                 | マイケル・サリヴァン                                                      | | 平田広明（ソフト版） 堀内賢雄（フジテレビ版） 下川涼（Netflix版）                                       |
| 1997        | デビル The Devil's Own                                                                | フランシス・“フランキー”・オースティン・マックイア ローリー・デヴァンニー | 宮本充（ソフト版） 森川智之（日本テレビ版、テレビ朝日版） | |
| 1997        | セブン・イヤーズ・イン・チベット Seven Years In Tibet                                 | ハインリヒ・ハラー                                                        | 山寺宏一（ソフト版） 堀内賢雄（フジテレビ版） 平田広明（機内上映版） | |
| 1998        | ジョー・ブラックをよろしく Meet Joe Black                                             | ジョー・ブラック / コーヒー・ショップの男                                 | 宮本充 | |
| 1999        | マルコヴィッチの穴 Being John Malkovich                                               | 本人                                                                      | カメオ出演 | （台詞なし）                                                                                            |
| 1999        | ファイト・クラブ Fight Club                                                           | タイラー・ダーデン                                                        | | 山寺宏一（ソフト版） 堀内賢雄（フジテレビ版）                                                           |
| 2000        | スナッチ Snatch                                                                       | ミッキー・オニール                                                        | 檀臣幸（ソフト版） 森川智之（Blu-ray新録版） | |
| 2001        | ザ・メキシカン The Mexican                                                            | ジェリー・ウェルバック                                                    | 山寺宏一（ソフト版） 森川智之（テレビ朝日版） | |
| 2001        | スパイ・ゲーム Spy Game                                                               | トム・ビショップ                                                          | 山寺宏一（ソフト版） 堀内賢雄（フジテレビ版） 森川智之（テレビ東京版） | |
| 2001        | オーシャンズ11 Ocean's Eleven                                                         | ラスティー・ライアン                                                      | 細井治（ソフト版） 堀内賢雄（フジテレビ版） | |
| 2001        | フレンズ Friends                                                                      | ウィル・コルベット                                                        | テレビシリーズ 第8シーズン第9話「ブラピの「ヘイト・クラブ」」へのゲスト出演 エミー賞ゲスト助演男優賞ノミネート | 堀内賢雄                                                                                                |
| 2002        | フル・フロンタル Full Frontal                                                         | ブラッド / 本人                                                           | | 堀内賢雄                                                                                                |
| 2002        | コンフェッション Confessions of a Dangerous Mind                                      | ブラッド / 独身のひとり                                                   | （台詞なし） | |
| 2003        | シンドバッド 7つの海の伝説 Sinbad: Legend of the Seven Seas                           | シンドバッド                                                              | 声の出演 日本劇場未公開 | 藤原啓治                                                                                                |
| 2003        | Abby Singer                                                                           | 本人                                                                      | カメオ出演 | N/A |
| 2004        | トロイ Troy                                                                           | アキレウス                                                                | | 咲野俊介（劇場公開版） 山寺宏一（テレビ朝日版）                                                         |
| 2004        | オーシャンズ12 Ocean's Twelve                                                         | ラスティー・ライアン                                                      | 細井治（ソフト版） 堀内賢雄（日本テレビ版） | |
| 2005        | Mr.&Mrs. スミス Mr. And Mrs. Smith                                                    | ジョン・スミス                                                            | 山寺宏一（ソフト版、テレビ朝日版） 堀内賢雄（日本テレビ版） 宮内敦士（機内上映版） | |
| 2006        | バベル Babel                                                                          | リチャード                                                                | ゴールデングローブ賞 助演男優賞ノミネート | 松本保典                                                                                                |
| 2007        | オーシャンズ13 Ocean's Thirteen                                                       | ラスティー・ライアン                                                      | | 細井治（ソフト版） 堀内賢雄（フジテレビ版）                                                             |
| 2007        | ジェシー・ジェームズの暗殺 The Assassination of Jesse James by the Coward Robert Ford | ジェシー・ジェームズ                                                      | ヴェネツィア国際映画祭 男優賞受賞 | 咲野俊介                                                                                                |
| 2008        | バーン・アフター・リーディング Burn After Reading                                     | チャド・フェルドハイマー                                                  | 英国アカデミー賞 助演男優賞ノミネート | 森川智之                                                                                                |
| 2008        | ベンジャミン・バトン 数奇な人生 The Curious Case of Benjamin Button                   | ベンジャミン・バトン                                                      | アカデミー主演男優賞ノミネート ゴールデングローブ賞 主演男優賞（ドラマ部門）ノミネート 英国アカデミー賞 主演男優賞ノミネート | 山寺宏一                                                                                                |
| 2009        | イングロリアス・バスターズ Inglourious Basterds                                       | アルド・レイン中尉                                                        | | 山寺宏一                                                                                                |
| 2010        | メガマインド MegaMind                                                                 | メトロマン                                                                | 声の出演 | 東地宏樹（VOD版）                                                                                       |
| 2011        | ツリー・オブ・ライフ The Tree of Life                                                 | オブライエン                                                              | | 堀内賢雄                                                                                                |
| 2011        | マネーボール Moneyball                                                                | ビリー・ビーン                                                            | アカデミー主演男優賞ノミネート ゴールデングローブ賞 主演男優賞（ドラマ部門）ノミネート 英国アカデミー賞 主演男優賞ノミネート | 東地宏樹                                                                                                |
| 2011        | ハッピー フィート2 踊るペンギンレスキュー隊 Happy Feet Two                            | ウィル                                                                    | 声の出演 | 設楽統                                                                                                  |
| 2012        | ジャッキー・コーガン Killing Them Softly                                              | ジャッキー・コーガン                                                      | | 山寺宏一                                                                                                |
| 2013        | ワールド・ウォーZ World War Z                                                         | ジェリー・レーン                                                          | 堀内賢雄 | |
| 2013        | それでも夜は明ける Twelve Years a Slave                                               | サミュエル・バス                                                          | 成田剣 | |
| 2013        | 悪の法則 The Counselor                                                                | ウェストリー                                                              | 山寺宏一 | |
| 2014        | フューリー Fury                                                                       | ドン・“ウォーダディー”・コリアー軍曹                                      | 堀内賢雄 | |
| 2015        | マネー・ショート 華麗なる大逆転 The Big Short                                         | ベン・リカート                                                            | 堀内賢雄 | |
| 2015        | 白い帽子の女 By the Sea                                                               | ローランド                                                                | 山寺宏一 | |
| 2016        | ボヤージュ・オブ・タイム Voyage of Time                                               | ナレーター（IMAX版）                                                      | ドキュメンタリー映画 | |
| 2016        | マリアンヌ Allied                                                                     | マックス・ヴァタン                                                        | [ 162 ] | 堀内賢雄                                                                                                |
| 2017        | ウォー・マシーン: 戦争は話術だ! War Machine                                           | グレン・マクマホン将軍                                                    | Netflixオリジナル映画 | 堀内賢雄                                                                                                |
| 2018        | デッドプール2 Deadpool 2                                                              | バニッシャー                                                              | カメオ出演 | （台詞なし）                                                                                            |
| 2019        | ワンス・アポン・ア・タイム・イン・ハリウッド Once Upon a Time in Hollywood            | クリフ・ブース                                                            | ゴールデングローブ賞 助演男優賞受賞 第25回クリティクス・チョイス・アワード助演男優賞受賞 第54回全米映画批評家協会賞助演男優賞受賞 第26回全米映画俳優組合賞助演男優賞受賞 英国アカデミー賞 助演男優賞受賞 第92回アカデミー賞助演男優賞受賞 | 堀内賢雄                                                                                                |
| 2019        | アド・アストラ Ad Astra                                                               | ロイ・マクブライド                                                        | | 山寺宏一                                                                                                |
| 2022        | ザ・ロストシティ The Lost City                                                        | ジャック・トレーナー                                                      | カメオ出演 | 堀内賢雄                                                                                                |
| 2022        | ブレット・トレイン Bullet Train                                                       | レディバグ                                                                | 『マリアビートル』の映画化 | 堀内賢雄                                                                                                |
| 2022        | バビロン Babylon                                                                      | ジャック・コンラッド                                                      | | 堀内賢雄                                                                                                |
| 2024        | ブルー きみは大丈夫 IF                                                                | キース                                                                    | クレジットのみ | （台詞なし）                                                                                            |
| 2024        | ウルフズ Wolfs                                                                        | フィクサー                                                                | | 堀内賢雄                                                                                                |
| 2025        | F1/エフワン F1                                                                        | ソニー・ヘイズ                                                            | 兼製作 | 堀内賢雄                                                                                                |
| TBA         | The Adventures of Cliff Booth                                                         | クリフ・ブース                                                            | | |

### 製作
| 年   | 題名                                                                                  | 備考                                                                  |
| ---- | ------------------------------------------------------------------------------------- | --------------------------------------------------------------------- |
| 2006 | ディパーテッド The Departed                                                           | アカデミー賞 作品賞受賞                                               |
| 2006 | ハサミを持って突っ走る Running with Scissors                                          | 日本劇場未公開                                                        |
| 2007 | ラブ・ザ・ドッグ 犬依存症の女 Year of the Dog                                         | 製作総指揮 日本劇場未公開                                             |
| 2007 | マイティ・ハート/愛と絆 A Mighty Heart                                                |                                                                       |
| 2007 | ジェシー・ジェームズの暗殺 The Assassination of Jesse James by the Coward Robert Ford |                                                                       |
| 2009 | 50歳の恋愛白書 The Private Lives of Pippa Lee                                         |                                                                       |
| 2009 | きみがぼくを見つけた日 The Time Traveler's Wife                                       | 製作総指揮                                                            |
| 2010 | キック・アス Kick-Ass                                                                 |                                                                       |
| 2010 | 食べて、祈って、恋をして Eat Pray Love                                                | 製作総指揮                                                            |
| 2011 | ツリー・オブ・ライフ The Tree of Life                                                 |                                                                       |
| 2011 | マネーボール Moneyball                                                                | アカデミー作品賞ノミネート                                            |
| 2012 | ジャッキー・コーガン Killing Them Softly                                              |                                                                       |
| 2013 | ワールド・ウォーZ World War Z                                                         |                                                                       |
| 2013 | それでも夜は明ける 12 Years a Slave                                                   | アカデミー賞 作品賞受賞 ゴールデングローブ賞 作品賞 (ドラマ部門) 受賞 |
| 2015 | マネー・ショート 華麗なる大逆転 The Big Short                                         | アカデミー作品賞ノミネート                                            |
| 2015 | トゥルー・ストーリー True Story                                                       | 製作総指揮                                                            |
| 2016 | ボヤージュ・オブ・タイム Voyage of Time                                               |                                                                       |
| 2016 | ムーンライト Moonlight                                                                | 制作総指揮 アカデミー作品賞受賞 日本公開は2017年                      |
| 2017 | ウォー・マシーン: 戦争は話術だ! War Machine                                           |                                                                       |
| 2017 | 47歳 人生のステータス Brad's Status                                                   | 製作総指揮                                                            |
| 2017 | オクジャ/okja okja                                                                    | 製作総指揮                                                            |
| 2018 | バイス vice                                                                           |                                                                       |
| 2019 | アド・アストラ Ad Astra                                                               |                                                                       |
| 2019 | ラストブラックマン・イン・サンフランシスコ The Last Black Man in San Francisco        | 製作総指揮                                                            |
| 2020 | ミナリ Minari                                                                         | 製作総指揮                                                            |
| 2020 | スイング・ステート Irresistible                                                       | 製作総指揮                                                            |
| 2020 | さよなら、私のロンリー Kajillionaire                                                  | 製作総指揮                                                            |
| 2022 | SHE SAID/シー・セッド その名を暴け She Said                                           | 製作総指揮                                                            |
| 2022 | ウーマン・トーキング 私たちの選択 Women Talking                                       | 製作総指揮                                                            |
| 2022 | ブロンド Blonde                                                                       |                                                                       |
| 2022 | 花嫁のパパ Father of the Bride                                                        | 製作総指揮                                                            |
| 2024 | ボブ・マーリー:ONE LOVE Bob Marley: One Love                                          | 製作総指揮                                                            |
| 2024 | ビートルジュース ビートルジュース Beetlejuice Beetlejuice                             | 製作                                                                  |

## 日本語吹き替え

### 専属声優（フィックス）
堀内賢雄（ブラッド・ピット本人公認）
『スリーパーズ』（地上波吹替版）で初担当。最も担当回数が多く、2003年2月18日に放送された『タモリのグッジョブ!胸張ってこの仕事・声優特集』（毎日放送・TBS系列）と2006年5月31日に放送された『トリビアの泉 〜素晴らしきムダ知識〜』では「ブラッド・ピットの日本語版の声優」と紹介されている。当初は主にテレビ放送版の吹き替えを担当していたが、テレビの洋画劇場による吹き替え制作がほとんどなくなった2013年以降はソフト版、オンデマンド配信版を含め専属（フィックス）で担当するようになり、「ブラピといえばこの人」と評されるほどに定着した。後述するように2022年にはピット本人と対面を果たした後に公認を受けたことから、現在では「ブラピが認めた唯一の声優」とも評されるようになった。
2017年6月25日、ムービープラスの企画『吹替王国#10　声優：堀内賢雄』にて『インタビュー・ウィズ・ヴァンパイア』（テレビ東京版）の台詞を披露。『焼きたて!!ジャぱん』、『ゴールデンカムイ』等のアニメや『Mr.&Mrs. スパイ』等、他の映画でピットをパロディにしたキャラクターにも堀内が起用されることが多くなったほか、「ブラピ声優」としてトーク番組に出演する機会も増えた。2023年8月22日放送の『踊る!さんま御殿!!』に出演し、他のキャラクターを演じる時の悩みについて問われた際には「全員（自身が声を担当する他の役）がブラピになっちゃうんで」と話して共演者を笑わせる一幕もあり、実際に『鬼滅の刃』などのアニメに出演した際には、これまでの堀内の実績なども相まって「声はブラピ」などとネット上で話題を集めることもある。
長らくピット本人と堀内の間に面識は無かったが、吹き替えを担当するようになって25年の節目となる2022年8月23日に京都・TOHOシネマズ二条で開催された映画『ブレット・トレイン』ジャパンプレミアにサプライズゲストとしてピットと共に登壇した際に待望の初対面を果たし、ピットの方から堀内に歩み寄り「この人、誰だと思いますか？」と観客に向かって問いかける一幕もあり、堀内が「私はブラッド・ピットだ」と返答すると両者は肩を組んで微笑み合い、会場は拍手喝采。すると同時にピット本人から「鏡を見ているようです」と言われ、堀内の声についても「（声が）セクシー」と褒められ、お墨付きを受けた。ピットも以前より自身の吹き替えを務めている堀内との対面を心待ちにしていたといい、歓迎を受けた堀内は「まだ夢を見ているような感じ。感激です。初めてお会いしたんですが、なんてフランクで柔らかい方なんだろうと、ますます好きになりました。本作の（ピット演じる）主人公のレディバグは運の悪い、ツキのない男ですが、僕は超ラッキー、幸運な男です！」と笑いを誘いつつ、喜びを表したと同時に「これからも（ピットの吹替を）頑張ります」と今後への意気込みを語った。
ピット公認の声優となった後のインタビューで印象的な作品について聞かれた際には「狂気の部分を出せたら良いな」と思って演じた『12モンキーズ』『ファイト・クラブ』と、当時喉頭炎を患いながら、それを味にしようと苦悩しながら演じた『マリアンヌ』の3作品を挙げ、「ブラッド・ピットの演技の幅と深みが、彼の中で成長している感覚がある。キャリア初期は2枚目路線から、そこから演技派としてクセのある役に挑戦していく姿を見て、私も吹き替え声優として役を与えられるハードルが高くなるなと感じました」と約25年吹き替えを担当してきた人間として彼を分析しつつ、「ブラッドが何か月もかけて演じた役に、どれほど近づけられるかが（自身の）声優としての技量」であると述べた。
ピットに自分の声が違和感なくハマった瞬間には「運命」を感じたとも語り、「初めてブラッド・ピットの声を私に任せてくれた、プロデューサーやディレクターとの出会いも運命的ですよね。役を与えてくださった時に、偶然私の声がハマった。当時自分が持っていたものと、ブラッドが演じたキャラクターが上手くマッチして、そこは技量よりも運命的な、惹きつけ合う何かがあったんだと思います」と周囲への感謝を述べると同時に、ファンの間では「ブラッド・ピットの吹き替えといえば堀内賢雄」と定着している一方で「もしかしたら、ピットの吹き替えが私以上にハマる声優が他に存在しているかもしれないが、それでも皆さんから『この声じゃなきゃダメだ』と言われれば、こんなに嬉しいことはありません」と抱負を明かしている。
その後、2025年6月22日に行われた『F1/エフワン』ジャパンプレミアに登壇した際にはピット本人からのビデオメッセージが届き、堀内による同作の日本語吹き替え版を鑑賞しているピットの姿が映し出され、「（まるで）僕は日本語が上手だね」「すばらしいよ、見事だ」と堀内の演技を賞賛。そして映像を見終わったピットから「賢雄に特に感謝を伝えたい。私の役の吹き替えは最高だった。3年かけて製作した作品を共有できて嬉しいよ」とVTRを通じてメッセージを送られた。同年6月25日にはピットの緊急来日が実現し、26日にグランドシネマサンシャイン池袋にて行われたピット登壇の舞台挨拶が実施され、堀内もサプライズゲストとして登壇したことで互いにお辞儀と握手を交わし、『ブレット・トレイン』のジャパンプレミア以来となる約3年ぶりの再会が実現した。堀内もピットの緊急来日には改めて驚いたといい、「先日のジャパンプレミアでブラッドさんにビデオメッセージをいただいて、『賢雄』と呼んでもらって感激していました。だからもう来日はないと思ってたんですよ。そしたら急遽来ると聞いて、登壇のチャンスをいただいて…関係各所の人たちが『ブラッド・ピットさんに会うのであれば』と、快く協力してくれました」と、土壇場でスケジュールを調整し登壇が実現したことを明かした。一方のピットは「日本に戻って来られて嬉しくてたまらないです。3年かかってこの映画を作り上げたんです。まず皆さんに聞きたい、私の日本語どうでした？」と、堀内が自身の声を吹き替えていることにかけて客席に語り掛けると、会場からは大きな拍手が起こり、これにピットも「賢雄さんのお陰です。賢雄さん、ありがとう」と笑顔を浮かべた。堀内は「たくさんブラッドさんの声を吹き替えているので、年中作品の中でお会いしてる感はあります。でもこうやって対面するのは今日で2回目ということで、夢のようです」と感慨深げに語った。堀内が自身の声を担当した日本語吹替版について、ピットは「もちろん観ましたが、何を言っているか全くわかりませんでした」と語り、観客の笑いを誘うと同時に「でも、気持ちや感情がすごく伝わってきました！」と述べ、これには堀内も「ありがとうございます。吹き替え版の監督にも気持ちが伝わるようにと言われていて、そこを意識して演じたので、伝わって良かったです！」と感激する様子を見せていた。

### その他の担当声優
山寺宏一
『カリフォルニア』で初担当。以降、ソフト版（主に20世紀フォックス配給作品）や2000年代後期のテレビ朝日版を中心にピットの吹き替えを多く担当している。2010年1月17日、日曜洋画劇場において『Mr.&Mrs. スミス』が放送された際は公式サイトにおけるインタビューでは、ピットについて「世界で一番カッコイイ男」と評しており、影響を受けて赤い革ジャンを買った事があることを明かしている。2016年7月27日、『ナカイの窓』にて『ファイト・クラブ』（DVD・BD版）の台詞を披露した。
森川智之
『ブラッド・ピットの君にメロメロ』（テレビ東京版）で初担当。主に2000年代初期のソフト版及びテレビ朝日版で多く担当している。『バーン・アフター・リーディング』以後、ピットの吹き替えを担当する機会は減っていたが『スナッチ』BD新録版にて8年ぶりに担当した。2018年2月10日、WOWOWにて『セブン』（テレビ朝日版）が放送された際は地上波放送時にカットされた部分の追加録音を行った。現在は上述の堀内の吹き替えに敬意を表しており、『インタビュー・ウィズ・ヴァンパイア』（BS10スターチャンネル版、森川はトム・クルーズの吹き替えを担当）でピットの声を担当した入野自由と対面した際には、「堀内賢雄さんにもう言ったの? 言ったほうがいいよ!」と挨拶を指示することもあったという。
宮本充
『レジェンド・オブ・フォール/果てしなき想い』（旧ソフト版）で初担当。以降、『ジョー・ブラックをよろしく』など、デビュー初期の1990年代の作品のソフト版を多く担当している。後年のインタビューでは、ピットは芝居が読み取りづらく、台詞に感情を込める上で苦労したと述懐している。
また、『オーシャンズ』シリーズ（ソフト版）に限っては細井治が担当した。このほかにも、松本保典、平田広明、東地宏樹、咲野俊介なども複数回、声を当てている。

## 出演CM
日本国内
- ホンダ・インテグラ
- エドウイン
- ツーカーホン関西
- ルーツ・JT
- ポケットバンク（現・SMBCモビット）
- ロレックス
- ソフトバンクモバイル
- デロンギ

日本国外
- トヨタ カローラ・アルティス - 台湾、東南アジアなど
- プリングルズ - アメリカ
- ハイネケン - アメリカ
- リーバイス - ヨーロッパ